# Emanuel Gat
Emanuel Gat (* 1969 in Chadera, Israel) ist ein israelischer Tänzer und Choreograf.
2004 gründete er seine Kompanie Emanuel Gat Dance. Mit den Stücken Winter Voyage und Le sacre du printemps feierte die Kompanie ihre ersten Premieren auf dem Uzés Danse Festival im Juni 2004 in Frankreich. Die beiden Stücke wurden seither mehr als 300 Mal weltweit aufgeführt. 2005 erhielt die Kompanie den Kulturpreis des Staates Israel für außergewöhnliche Tanzstücke. 2006 wurde Gats Tanzkompanie für ihre Präsentation auf dem Lincoln Center Festival in New York mit dem Bessie-Award ausgezeichnet. Im selben Jahr ehrte ihn die israelische Kulturstiftung IcExcellence als „hervorragenden Künstler“, eine der höchsten Auszeichnungen für Künstler in Israel.
Von 2007 bis 2021 war Gat mit seiner Kompanie im französischen Istres beheimatet. 2021 verschob sich der Sitz ins benachbarte Marseille.
In den Jahren 2013, 2016–2018 war Emanuel Gat artiste associé des internationalen Tanzfestivals Montpellier Danse. Von 2017 bis 2021 kooperierte er in gleicher Position mit Chaillot - Théâtre national de la Danse in Paris, von 2021 bis 2023 mit Arsenal - Cité Musicale in Metz.
Seine Kompanie Emanuel Gat Dance tourt weltweit erfolgreich mit diversen Tanzproduktionen, u. a. Lovetrain2020 zur Musik der britischen Gruppe Tears for Fears und Act II&III or The Unexpected Return of Heaven and Earth nach Giacomo Puccinis Oper Tosca. Gats neueste Kreation Träume, welche sich mit Richard Wagners Wesendonck-Liedern und seinem Essay Die Kunst und die Revolution beschäftigt, feierte am 6. April 2023 Weltpremiere bei den Osterfestspielen Salzburg.

## Werdegang
Gat kam zum ersten Mal im Alter von 23 Jahren mit Tanz in Berührung – in einem Workshop des israelischen Choreografen Nir Ben Gal im Jahr 1992. Ursprünglich wollte er Dirigent werden, hatte ein Semester an der Musikakademie studiert, entdeckte aber schließlich sein Talent für Tanz und Choreografie, die für ihn sehr viel mit Musikkomposition gemeinsam haben. Sechs Monate nach dem Workshop begann er für die Liat Dror Nir Ben Gal Company zu tanzen, mit der er auf Tourneen in Israel und weltweit unterwegs war.
Ab 1994 arbeitete er als unabhängiger Choreograf. Sein erstes Stück war das Solo Four Dances (1994) zur Musik von Johann Sebastian Bach.
In den darauf folgenden 10 Jahren kreierte Gat zahlreiche eigene Projekte als Tänzer und Choreograf, die sowohl in Israel als auch auf internationalen Festivals weltweit gezeigt wurden.
Gat erhielt eine Reihe von Stipendien und Auszeichnungen. Darunter ein Stipendium des Albert Gaubiers Fund (1995), den Rosenblum-Preis für Darstellende Künste (2003) und den Landau-Preis (2004).
Im Januar 2004 rief Gat seine eigene Kompanie Emanuel Gat Dance ins Leben, mit der er im folgenden Jahr den Kulturpreis des Staates Israel für außergewöhnliche Tanzstücke bekam.
Im Jahr 2006 wählte ihn die israelische Kulturstiftung IcExcellence in die Riege der „hervorragenden Künstler“ – eine der höchsten Ehren für israelische Künstler. Ebenfalls 2006 erhielt seine Kompanie den Bessie-Award für die Aufführung von Winter Voyage und Le sacre du printemps auf dem Lincoln Center Festival in New York. Dies waren die ersten beiden Stücke der neu gegründeten Kompanie Emanuel Gat Dance.
Im Anschluss kreierte Gat K626, ein Stück für 8 Tänzer auf der Grundlage von Requiem von Mozart. Die Premiere war 2006 auf dem Festival de Marseille.
2007 folgte 3for2007 – ein Programm mit drei Stücken, darunter My Favorite things, ein Solo getanzt von Gat selbst zu Musik von John Coltrane; Petit torn de dança, ein Duett zu französischen Liedern des Mittelalters; und Through the center..., ein Stück für 8 Tänzer zu elektronischer Musik von Squarepusher.
Im September 2007 zog Gat von Israel nach Frankreich und arbeitet seither mit seiner Kompanie in der französischen Kleinstadt Istres, Ouest Provence.
Silent Ballet, ein Stück für 8 Tänzer ohne Musik, feierte auf dem renommierten Montpellier Danse Festival im Juli 2008 Premiere. Koproduzenten dieser Arbeit waren Lincoln Center Festival New York, RomaEuropa Festival, Sadler’s Wells Theater in London und Montpellier Danse Festival.
Im gleichen Jahr nahmen Gat und Roy Assaf ihre langjährige Zusammenarbeit wieder auf, um Winter Variations zu kreieren, ein 50-minütiges Duett mit Premiere auf dem American Dance Festival im Juni 2009 und späteren Aufführungen bei Montpellier Danse und Lincoln Center Festival in New York.
Gat erhält regelmäßig Aufträge, für Tanzkompanien zu choreografieren, u. a. für das Ballett der Pariser Oper, Sydney Dance Company, Le Ballet du Rhin, Tanztheater Bremen, Ballett des Grand Théâtre de Genève, Ballet de Marseille, Noord Nederlandse Dans und Staatsballett Polen.
Gat ist verheiratet und hat fünf Kinder.

## Arbeitsweise und Stil
Weitreichende, internationale Aufmerksamkeit erhielt Gat zum ersten Mal mit seiner originellen Interpretation von Le sacre du printemps aus dem Jahr 2004. Salsaschritte hat er in diese Choreografie zu Strawinskis Musik eingeflochten. Das Verhältnis von Tanz und Musik neu auszuloten, ist eine der grundlegenden Eigenschaften seiner Werke. Folgt man Gats Auffassung, können Musik und Tanz unabhängig voneinander existieren. Sein Interesse gilt der Spannung zwischen beiden: Wie wird das, was wir sehen, von dem beeinflusst, was wir hören? Das Tanzstück Silent Ballet (2008) für acht (ursprünglich neun) Tänzer hat er gänzlich ohne Musik kreiert:
„Wenn die acht Tänzer von Emanuel Gat Dance auf die Bühne schlendern, sich in einer Reihe aufstellen und reglos verharren, dann kreieren sie eine Spannung. Sobald ihre Körper zusammendrängen, um sich in den Raum aufzufächern, erinnert dies an eine erblühende Knospe. Das Öffnen und Entfalten ist choreografisch so instrumentiert, dass der Zuschauer ein musikalisches Thema zu hören meint. Doch ‚Silent Ballet‘ kommt ohne Musik aus. Der Tanz behauptet seine Autonomie, und ist doch kein Exerzitium.“
Dass Gat vor Beginn seiner Karriere als Tänzer und Choreograf zunächst Musik studiert hat, werde merkwürdigerweise ausgerechnet in Silent Ballet am deutlichsten, schreibt The Guardian im Kontext der Auftritte in Großbritannien:
„Obwohl nur 8 Tänzer auf der Bühne sind entsteht ein fast orchestrales Gefühl durch die Art und Weise wie Gat sie koordiniert. Individuen und kleine Gruppen werden betont mittels Nuancen und Präzision, so dass sie die kontrastierenden Effekte verschiedener Instrumente bewirken. Ein dichtes Ensemble kleiner, nervöser Schritte und wedelnder Arme suggeriert die hohen Töne von Violinen; ein Paar, das den Raum mit schweren, schleichenden Schritten durchquert wird zur dunklen, vibrierenden Basslinie.“
Für Brilliant Corners (2011) hat Gat selbst die Musik komponiert, eine Klangcollage, entwickelt in einem aufwändigen Prozess, der über mehrere Jahre andauerte. Ein Part des Stückes wird ebenfalls in vollkommener Stille getanzt, was eigentlich gar nicht auffalle. Wieder wird die Beziehung zwischen Tanz und Musik beobachtet, ihre Bedeutung füreinander untersucht. Brilliant Corners, als hochmusikalisches Werk von „brillanter Intelligenz“ gefeiert, nimmt Bezug auf den Titel eines Albums von Jazzmusiker Thelonious Monk.
„Als ich das Stück choreografierte, hörte ich ständig die Alben von Monk. Er war immer in meinem Kopf. [...] Monk hat mich auch in der Weise beeinflusst, wie ich choreografiere, wie ich auf Strukturen schaue.“
In der Entstehungsgeschichte von Brilliant Corners, für ihn die Essenz aus 20 Jahren Arbeit, manifestiert sich Gats Selbstverständnis als Choreograf. Er erfinde die Choreografie nicht, er entdecke sie. Dazu bekommen die Tänzer bestimmte Aufgaben, in deren Rahmen sie experimentieren. Eine dieser Aufgaben bei Brilliant Corners war beispielsweise, sich in einem vordefinierten Abstand zu einem anderen Tänzer zu bewegen. Wenn sich daraufhin 10 Tänzer im Raum zueinander bewegen, ergibt sich ein komplexes Wechselspiel, das sich weiter verkompliziert, wenn vordefinierte Abstände zu 2 oder 3 Tänzern eingehalten werden sollen.
„Da ist eine Substanz, das sind Mechanismen, eine Logik in der Art und Weise, wie die Dinge stattfinden und das hängt von vielen Faktoren ab. Im Studio arbeiten wir daran, diese Mechanismen offenzulegen, sichtbar zu machen, wie eine Gruppe von 10 Tänzern aufeinander reagiert.“
Auf der Bühne gleicht die Gruppe schließlich „einem atmenden Organismus der sich ausdehnt und spannt, verschiebt und beschleunigt“.
Gat arbeitet in seinen Stücken meist ohne Bühnen- und Kostümbild. Die Tänzer tragen in der Regel alltagsähnliche Kleidung. Die Beleuchtung wirkt oft eher wie Arbeitslicht, man findet kein aufwändiges Lichtdesign bei Gat. Musik und Choreografie entwickelt er getrennt voneinander und führt sie erst in den Endproben zusammen. Der israelische Choreograf gilt als Tanzpurist, der "sich weigert, eine Geschichte zu erzählen.
„Etiketten wie 'formell' oder 'abstrakt' behagen mir nicht. Jede Aufführung hat kulturelle, intellektuelle und soziale Auswirkungen und Implikationen. Ich will die nicht vorbestimmen oder lenken und bin jedes Mal selbst überrascht von den vielen Geschichten, die auf der Bühne entstehen. [...] Wenn ich Stücke anderer Choreografen ansehe, achte ich nur auf die Energieflüsse zwischen den Tänzern. Warum läuft einer jetzt nach links oder nach rechts? Alles spielt sich in den Räumen zwischen den Tänzern ab. Da liegt die wahre Choreografie.“.
Die Tänzer von Gats Kompanie unterscheiden sich bewusst in Herkunft und Tanzstil. Ihre individuellen Interpretationen von Gats Vorgaben lassen die Choreografie vor seinen Augen entstehen. Dabei seien die Tänzer relativ frei, ihren eigenen Ausdruck und ihre Motivationen einzubringen.
Die Tänzer des Emanuel Gat Dance Ensembles sind mit Stand 2025 Abel Rojo (CU), Églantine Bart (FR), Emma Mouton (FR), Gilad Jerusalmy (IR), Michael Loehr (DE), Nikoline Due (DK), Noé Girard (FR), Olympia Kotopoulos (AU), Pepe Jaimes (MX), Rindra Rasoaveloson (FR), Sara Wilhelmsson (SE) und Tara Dalli (MT).
Emanuel Gat selbst teilt seine künstlerische Perspektive und Arbeitsweise regelmäßig in den online veröffentlichten Choreographer’s Notes. Diese ausführlichen Essays bieten detaillierte Einblicke in seinen kreativen Prozess, seine konzeptuellen Überlegungen und die Philosophie hinter seinen choreografischen Entscheidungen. Durch ihre Offenheit und Tiefe ermöglichen sie ein besseres Verständnis seiner Arbeit und regen zur Auseinandersetzung mit seinen Ansätzen an.

## Werke
- 1994: Four Dances
- 1996: Polipopipop
- 2003: Ana wa Enta und Two Stupid Dogs
- 2004: Le sacre du printemps mit der gleichnamigen Musik von Igor Stravinsky und Winter Voyage basierend auf der Winterreise von Franz Schubert
- 2006: K626 auf Grundlage von Wolfgang Amadeus Mozarts Requiem
- 2007: 3for2007 – ein Programm mit 3 Stücken – My Favorite Things (Solo), Petit torn de dança (Duett) und Through the center (8 Tänzer).
- 2007: Voyage und Trotz dem alten Drachen, Tanztheater Bremen
- 2008: Windungen mit Musik von Iannis Xenakis, im Rahmen des Suresnes Cités Danse Festivals.
- 2008: Silent Ballet und Sixty Four auf der Grundlage von Bachs Zyklus Die Kunst der Fuge, kreiert für das Festival Montpellier Danse
- 2009: Hark ! mit Flow my tears, Go Night Cares, Sorrow Stay von John Dowland, kreiert für das Ballett der Pariser Oper
- 2009: Winter Variations, Duett mit Emanuel Gat und Roy Assaf, mit Musik von den Beatles, Riad Al Sunbati und Gustav Mahler
- 2010: In Translation, Candoco Dance Company
- 2010: Satisfying Musical Moments, Sydney Dance Company
- 2010: Observation Action, Ballet du Rhin
- 2010: The Revised and Updated Bremen Structures, Tanztheater Bremen
- 2011: Preludes & Fugues, Ballett des Grand Théâtre de Genève
- 2011: Brilliant Corners, Biennale di Venezia; inspiriert von dem gleichnamigen Album des Jazzmusikers Thelonious Monk
- 2012: Organizing Demons, Ballet National de Marseille
- 2013: Danses de Cour
- 2013: It’s people, how abstract can it get ?, Fotografische Installation
- 2013: Corner Etudes, Vier Kurzstücke, die Themen und Ideen von Brilliant Corners (2011) weiterentwickeln
- 2013: The Goldlandbergs
- 2013: Morgan's Last Chug, LA Dance Project
- 2013: Transposition #1 and #2, CCN / Ballet de Lorraine
- 2014: Plage Romantique
- 2014: Ida?, Cedar Lake Contemporary Ballet
- 2014: Mondschein, Folkwang Tanzstudio
- 2014: Sunshine, Ballet de l'Opéra de Lyon
- 2016: Sunny, konzipiert in Zusammenarbeit mit dem französischen Musiker Awir Leon
- 2016: Gat's, im Rahmen des dreiteiligen Tanzabends Trinity, Jin Xing Dance Theatre
- 2016: Le Rouge et le Noir, Stück für junge Tänzer, Montpellier Danse
- 2017: Milena & Michael, für Milena Twiehaus und Michael Loehr
- 2017 Works (Ursprünglich Tenworks, in Zusammenarbeit mit dem Ballet de l’Opéra de Lyon)
- 2017: Duos
- 2017: LOCK, Ballet British Columbia
- 2017: Separate Knots, Czech National Ballet
- 2018: NEXT, ICK Amsterdam
- 2018: Story Water, mit dem Ensemble Modern, Festival d’Avignon
- 2019: YOOO!!!, Stück für junges Publikum, Théâtre National de Chaillot, Paris
- 2019: The Circle, Scottish Dance Theatre
- 2020: Lovetrain2020, zur Musik von Tears for Fears
- 2021: Act II&III or The Unexpected Return of Heaven and Earth, basierend auf Puccinis Tosca
- 2021: Suzanne, Inbal Dance Company
- 2022: Kiryat Gat, Inbal Dance Company
- 2023 Träume, zu Wagners Wesendonck-Liedern, eine Auftragsarbeit für die Osterfestspiele Salzburg
- 2023: Utopia, Zfin Malta
- 2023: The Loop, Aura Dance Theatre
- 2023: Freedom Sonata, zu Beethovens Klaviersonate Nr. 32 in c-Moll, op. 111 und Kanye Wests Album The Life of Pablo
- 2024: Lovetrain 2.0, Tanz Linz
- 2024: Inbal, Inbal Dance Company
- 2025: Four Oceanic Dances, zur Musik von Benjamin Britten, Baletu Teatru Wielkiego w Łodzi